# Saint-Paul (Québec)
Pour les articles homonymes, voir Saint-Paul.
Saint-Paul est une municipalité du Québec (Canada) située dans la municipalité régionale de comté (MRC) de Joliette et la région administrative de Lanaudière. Elle est nommée en l'honneur de Paul de Tarse.

## Histoire
Saint-Paul naît dans le nord-est de l’ancienne Seigneurie de Lavaltrie. Les premiers colons, originaires surtout de Saint-Pierre-du-Portage (L’Assomption) et de Saint-Sulpice, défrichent le territoire progressivement. D’abord le long de la rivière L’Assomption vers 1748, ensuite, sur la côte de la rivière Ouareau vers 1750 et sur le ruisseau Saint-Pierre vers 1765. La population s’accroît rapidement.
En 1855, le parlement du Canada-Uni vote l’Acte des municipalités et des chemins du Bas-Canada pour assurer l’existence juridique des localités comme Saint-Paul.

## Géographie
La rivière Ouareau traverse le sud-est de la municipalité jusqu'à sa confluence avec la rivière L'Assomption dans le sud.
Cette dernière délimite le sud-est de la municipalité et coule vers le sud-ouest jusqu'à la confluence de la rivière Ouareau.

## Démographie
| 1991  | 1996  | 2001  | 2006  | 2011  | 2016  | 2021  |
| ----- | ----- | ----- | ----- | ----- | ----- | ----- |
| 3 648 | 3 644 | 3 606 | 3 987 | 5 122 | 5 891 | 6 566 |

## Administration
Les élections municipales se font en bloc pour le maire et les six conseillers.
| Saint-Paul Maires depuis 2005                                                                                        |                  |         |          |
| Élection | Maire            | Qualité | Résultat |
| 2005 | Alain Bellemarre |         | Voir     |
| 2009 | Alain Bellemarre | Voir    |          |
| 2013 | Alain Bellemarre | Voir    |          |
| 2017 | Alain Bellemarre | Voir    |          |
| 2021 | Alain Bellemarre | Voir    |          |
| Élection partielle en italique Depuis 2005, les élections sont simultanées dans toutes les municipalités québécoises |                  |         |          |

## Jumelage
Saint-Paul est jumelée avec la commune française de Valréas dans le Vaucluse.

## Éducation
La Commission scolaire des Samares administre les écoles francophones:
- École La Passerelle
  - pavillon Notre-Dame-du-Sacré-Cœur[5]
  - pavillon Vert-Demain[6]

La Commission scolaire Sir Wilfrid Laurier administre les écoles anglophones:
- École primaire Joliette à Saint-Charles-Borromée[7]
- École secondaire Joliette à Joliette[8]